# Graciela Iturbide
María Graciela del Carmen Iturbide Guerra, née le 16 mai 1942 à Mexico, est une photographe mexicaine. Elle est l’une des photographes les plus importantes du Mexique.  

## Biographie
María Graciela del Carmen Iturbide Guerra naît en 1942 à Mexico. C’est après s’être mariée et avoir eu trois enfants qu’elle se tourne vers la photographie. Elle commence son incursion dans la photographie au début des années 1970, au Centre universitaire d’études cinématographiques de l’Universidad Nacional Autónoma de México. Elle est étudiante et assistante de Manuel Álvarez Bravo, qui devient rapidement son mentor. Il l’initie aux histoires pré-hispaniques du Mexique. 
Elle rencontre Henri Cartier-Bresson lors d’un voyage en Europe et, en 1978, il est l’un des membres fondateurs du Conseil mexicain de la photographie. Outre Cartier-Bresson et Alvarez Bravo, Tina Modotti exerce une influence sur son travail. 
Durant les vingt années suivantes, Graciela Iturbide travaille à Cuba, en Allemagne de l’Est, en Inde, à Madagascar, en Hongrie, à Paris et aux États-Unis. 
En 1990, External Encounters, Internal Imaginings: Photographs of Graciela Iturbide, présente son travail au musée d'Art moderne de San Francisco. Une rétrospective au Museo de Arte Contemporáneo de Monterrey au Mexique, et une autre Philadelphia Museum of Art consacre son œuvre. 

## Démarche artistique
Graciela Iturbide explore les relations entre l’humain et la nature, l’individuel et le culturel, le réel et le psychologique en utilisant la photographie comme moyen de comprendre le Mexique. Elle combine les pratiques culturelles indigènes et les pratiques catholiques assimilées sous un même champ d’application. Les impressions en noir et blanc à contraste élevé de Graciela Iturbide traduisent la dureté de la vie pour nombre de ses sujets. Voyageant à travers le Mexique, l’Équateur, le Venezuela, le Panama et la communauté mexicaine de l’est de Los Angeles, Graciela Iturbide documente la cohabitation difficile d’anciens rituels culturels et d’adaptations et d’interprétations contemporaines. 
L’un de ses intérêts particuliers est le rôle des femmes et, depuis 1979, elle photographie les zapotèques de Juchitán, Oaxaca, parmi lesquels les femmes occupent généralement des places de pouvoir, et les rôles de genre stéréotypés sont fréquemment renversés. Graciela Iturbide évite les étiquettes sociales et se considère comme complice des personnes qu’elle documente. 
Son travail se retrouve dans un grand nombre de publications et de collections à travers le monde.

### Vie privée
Elle est mariée à l’architecte Manuel Rocha Diaz (en). Elle a un fils : le compositeur Manuel Rocha Iturbide.

## Expositions
- 1982 : Graciela Itrubide, Centre Pompidou[11], Paris
- 1991 : Rencontres de la photographie d'Arles[12]
- 2008 : The Man and the Myth. Americas Society, New York[13]
- 2011 : Rencontres d’Arles[14]
- 2011 : Graciela Iturbide, musée d'Art moderne de Mexico[15]
- 2018 : Cuando habla la luz, Palacio de Cultura Citibanamex (Palacio de Iturbide)[16], Mexico
- 2022 : Heliotropo 37, Fondation Cartier pour l'art contemporain[17], Paris

## Prix et récompenses
- 1987 : Prix W. Eugene Smith[18]
- 1990 : Prix Higashikawa[19]
- 2008 : Prix Hasselblad[20]
- 2015 : Prix Cornell-Capa[21]
- 2023 : Prix de l'Académie des Beaux-Arts William Klein[22],[23]

## Publications
- Avándaro. Texte de Luis Carrión. México : Editorial Diógenes, 1971
- Los que viven en la arena. Texte de Luis Barjau. México : INI-Fonapas, 1981
- En el nombre del padre. Texte de Osvaldo Sánchez. México : Ediciones Toledo, 1981
- Sueños de papel. Texte de Verónica Volkow. México : Fondo de Cultura Económica, Colección Río de Luz, 1985
- Juchitán de las Mujeres. Texte de Elena Poniatowska. México : Ediciones Toledo, 1989
- Fiesta und Ritual. Textes de Erika Billeter y Verónica Volkow. Suisse : Benteli Werd Verlags A.G., 1994
- Graciela Iturbide: La forma y la memoria. Texte de Carlos Monsiváis. Monterrey : Museo de Arte Contemporáneo de Monterrey, MARCO, 1996
- Graciela Iturbide, Images of the Spirit. Textes de Alfredo López Austin y Roberto Tejada. New York : Aperture Foundation, Inc., 1996
- Graciela Iturbide. Texte de Cuauhtémoc Medina. Londres : Phaidon, 2001
- Pájaros. Textes de José Luis Rivas y Bruce Wagner. Santa Fe : Twin Palms Publishers, 2002
- Graciela Iturbide habla con Fabienne Bradu. Conversaciones con fotógrafos, Madrid : La Fábrica, Fundación Telefónica, PHE Photoespaña, 2003
- Woman A Celebration. Peter Fetterman (dir.). San Francisco : Chronicle Books, 2003
- Naturata. Texte de Fabio Morábito. México/Paris : Galería López Quiroga y Toluca Editions, 2004
- 12 days en Mozambique (cat. exp.). Photography Festival of Rome, Italia, 2006
- Graciela Iturbide, Madrid : Tf Editores, 2006
- Graciela Iturbide: Eyes to fly with / Ojos para volar. Textes de Fabienne Bradu et Alejandro Castellanos. Austin : University of Texas Press, 2006
- Graciela Iturbide: Roma (cat. exp.). Textes de Elisabetta Rasy et Marco Delogu. Photography Festival of Rome. Rome : Zoneattive Edizioni, 2007
- Graciela Iturbide: Juchitan. Texte de Judith Keller. Los Angeles : Paul Getty Museum, 2007
- El baño de Frida Kahlo. México : Editorial RM y Galería López Quiroga, 2009
- Graciela Iturbide, textes de Marta Dahó, Juan Villoro et Carlos Martín García. Madrid : Fundación MAPFRE, 2009
- Graciela Iturbide: Asor (œuvre électroacoustique de Manuel Rocha Iturbide). Göttingen : Little Steidl, 2010
- Graciela Iturbide: Juchitán de las mujeres: 1979-1980, México : Editorial RM y Calamus Editorial, 2010
- Graciela Iturbide: México – Roma. México : Editorial RM, 2011
- Graciela Iturbide: No hay nadie / There is no one. Texte de Oscar Pujol. Madrid : La Fábrica, 2011
- Graciela Iturbide. Textes de Michel Frizot y Robert Delpire. Paris : Lunwer y PhotoPoche, 2011
- Graciela Iturbide (cat. exp.). México : Museo Amparo y Editorial RM, 2012